# Hoorns (boek)
Hoorns (Engels: Horns) is een fantasyroman uit 2010 van de Amerikaanse schrijver Joe Hill.

## Verhaal
Ig Perrish ontwaakt na een nachtje stappen de volgende ochtend met een zware kater en een paar horens op zijn voorhoofd. Hij ontdekt dat hij daardoor ook diabolische krachten heeft. Mensen vertellen hem zonder aarzelen hun donkerste geheimen. Perrish werd een jaar geleden ten onrechte beschuldigd van moord en verkrachting van zijn jeugdliefde Merrin maar vrijgesproken door gebrek aan bewijs. Hij wordt sindsdien door zijn stadsgenoten gemeden en als een paria behandeld. Hij gebruikt zijn nieuwe krachten om op zoek te gaan naar de echte moordenaar.

## Verfilming
Het boek werd in 2013 verfilmd onder de titel Horns met Daniel Radcliffe in de rol van Ig Perrish.